# 帕納西夫卡 (杜納伊夫齊區)
48°51′3″N 26°50′37″E / 48.85083°N 26.84361°E
帕納西夫卡（烏克蘭語：Панасівка）是位於烏克蘭西部赫梅利尼茨基州裏卡緬涅茨-波多利斯基區的杜納伊夫齊市鎮的村莊，面積0.83平方公里，海拔高度289米，2001年人口383，人口密度每平方公里464.2人。